# Calamian
Calamian (ang. Calamian Group; tagal. Pangkat ng Calamian) – archipelag na Morzu Południowochińskim, położony pomiędzy wyspami Mindoro a Palawan, w zachodnio-centralnych Filipinach. Składa się z wysp Busuanga, Culion i Coron oraz około 95 mniejszych wysp koralowych. Główne wyspy archipelagu są dość pagórkowate i gęsto zaludnione, z relatywnie stabilną populacją zajmującą się rolnictwem tradycyjnym i rybołówstwem. Głównym miastem archipelagu jest Coron, położone w południowo-wschodniej części wyspy Busuanga, naprzeciwko wyspy Coron, która jest znana ze swoich gniazd jadalnych. Powierzchnia archipelagu wynosi 1753 km². Ludność archipelagu w 2010 roku wynosiła 83 842 osoby.